# Каменка (Миритиницкая волость)
Ка́менка — деревня в Локнянском районе Псковской области России. Входит в состав Миритиницкой волости.
Расположена в 20 км к юго-западу от райцентра Локня, на берегу реки Пузна.

## Население
Численность населения деревни в 2000 году составляла 31 житель, в 2011 году — 29 жителей.